# Simfonia Aitana

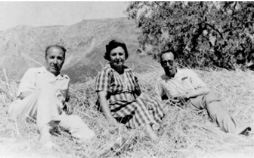
Òscar Esplà (dreta) amb Germà Bernàcer i la seua dona, Maria Guardiola, a la serra d'Aitana

La Simfonia Aitana d'Òscar Esplà i Triay, és una obra de maduresa que va finalitzar el 1964 després d'un llarg període de creació. Va ser estrenada amb l'Orquestra Nacional d'Espanya, sota la direcció de Rafael Frühbeck, el 31 d'octubre de 1964 al primer Festival de Música d'Amèrica i Espanya.
L'obra està inspirada en un paisatge idíl·lic de la Marina Baixa (País Valencià) que porta el mateix nom: Serra d'Aitana.
| «                                                                   | Les meves muntanyes llevantines, el meu sol mediterrani, la dramàtica situació de la meva vida sencera, amb el pes de la infantesa enmig de l'incendi vermell de les serres del meu país i del blau tranquil del mar. | » |
| — Òscar Esplà, Diccionari de la música espanyola i hispanoamericana | |   |

La més alta suma poemàtica d'Esplà agafa forma definitiva en aquesta obra, un gran cant al seu paisatge tan carregat d'emocions com els Alps per a Richard Strauss. Potser representa una aventura intel·lectual molt pròpia d'ell, el joc entre la realitat i el seu reflex en l'obra d'art.
Aquesta peça està construïda a partir d'una suite folklòrica per a piano anomenada La Sierra, la qual també era un agraïment al paisatge de València. A partir d'aquesta, Esplà va anar construint el que va ser la seva culminació amb la Simfonia Aitana, que havia de ser estrenada a Brussel·les amb el director Ataúlfo Argenta, el qual va morir uns dies abans. A causa dels fets, l'obra es va anar ajornant i retocant, esdevenint potser, amb la seva perfecció, la més important d'Òscar Esplà.
La simfonia conté una mirada retrospectiva a la música tonal, a la qual el mateix compositor hi fa una dedicatòria en portada, on explicita: in memoriam. Pel que fa a l'orquestració, està molt treballada mostrant un ample ventall de colors, on es mostra el talent d'Esplà.
Els quatre moviments de l'obra són: 
1. Lento
2. allegro energico
3. andante fugato
4. allegreto sherzando[4]